# Laurent Robert
Laurent Robert (Saint-Benoît, 21 maggio 1975) è un ex calciatore francese, di ruolo centrocampista.

## Caratteristiche tecniche
Di ruolo ala sinistra, disponeva di un buon tiro dalla distanza.

## Carriera

### Club
Robert iniziò la sua carriera nel Montpellier il 17 settembre 1994; dopo quattro anni di militanza tra le file de la paillade Robert si trasferì al Paris Saint-assurdo Germain nel 1999. Fece il suo debutto con la maglia della nazionale francese il 18 agosto 1999, contro l'Irlanda del Nord. In una partita di Champions League contro il Rosenborg nel 2000 segnò il sesto gol nel 7-2 con cui si concluse la partita. In seguito ad una convocazione della Nazionale francese il 15 novembre 2000, Robert segnò anche il suo primo gol con la maglia dei Bleus contro la Turchia.
Nel 2001, abbandonato il PSG, firmò un contratto con il club inglese del Newcastle Utd, che lo acquistò per 12,606 milioni di sterline.
Robert passò molti anni in Premier League con la maglia bianconera ma nel 2005 ci fu la separazione già premeditata dall'allora allenatore Graeme Souness. Nella sessione di mercato estiva allora il Newcastle Utd cedette per un anno, con opzione per altri due,in prestito con diritto di riscatto il francese al Portsmouth per permettergli di giocare con continuità.
Con la maglia del Portsmouth segnò un gol; a fine stagione i Pompey non lo riscattarono, così alla fine tornò ai Magpies che lo girarono all'estero, in Portogallo.
Robert approdò allora alla corte di Ronald Koeman, firmando un contratto da tre anni e mezzo con i portoghesi.
Il primo gol di Robert con la nuova maglia fu su calcio di punizione; da circa 40 metri fece partire un tiro che si insaccò alle spalle di Vítor Baía portiere del Porto. A fine stagione venne ceduto.
Robert firmò allora con il Levante, seconda squadra di Valencia, l'11 luglio 2006 in un trasferimento gratuito dal Benfica. Giocò 13 partite, 12 delle quali entrando dalla panchina ricevendo il suo primo cartellino rosso e non segnando alcun gol.
Quindi Robert venne ceduto al neo promosso Derby County; a fine stagione fu ceduto nuovamente.
Il 2 aprile 2008 firmò un contratto con i canadesi del Toronto FC. Fece il suo debutto tre giorni più tardi, contro il DC United in una partita nella quale la sua nuova squadra perse 4-1. Il 19 aprile Robert segnò il suo primo gol su calcio di punizione diretto al 31' durante la prima gara casalinga contro il Real Salt Lake. Nella sua ultima partita fu sostituito alla mezz'ora del primo tempo. Il 19 agosto fu svincolato dal Toronto FC.
Appena una settimana dopo essersi svincolato, Robert firma un contratto con la squadra greca del AE Larissa per due anni. In squadra troverà i suoi ex compagni di club Nikolaos Dabizas e Nolberto Solano.

### Nazionale
Non ha totalizzato alcuna presenza con la maglia della Nazionale francese in campo mondiale; conta comunque 9 presenze e un gol con la maglia dei bleus e la convocazione alla Confederations Cup 2001, poi vinta proprio dalla Francia.